# 奥利爾大廈
奥利爾大廈（英語：Oriel Chambers）是一座位於英國利物浦市政廳附近的一座辦公大樓。它是世界上第一座擁有金屬框架玻璃幕牆的建築物，此後成為全球摩天大樓的一個重要特徵。該建築由建築師彼得·艾利斯設計，於1864年建成，並因在建築史上卓越的重要性而被登錄一級保護建築。

## 歷史
埃利斯最初通過競賽參與了奥利爾大廈的設計，並在建築的山牆上刻有「A.D. 1864」證明該建築於1864年完成。在規劃上，建築擁有43,000平方英尺（4,000平方公尺）的樓層面積，分佈在五層樓上。埃利斯採用一系列突出窗來以最大程度增加光線的流入，這成為了該建築立面的主要特徵。
起初，這座建築並不受到好評。《建築師雜誌》在1866年1月20日發表了對它的嚴厲批評：
作為一座建築物，城裡最普通的磚頭倉庫與位於水街的奧利爾大廈相比，顯然要優越得多。如果我們沒有親眼見過這個巨大的畸形物——如果它不是如此可笑的話，那麼它的存在可能會令人沮喪——我們可能會對它的存在感到懷疑。它們到底有何美之處？人們如何看待它們的美麗之處？
然而對於當時的所有同代建築師而言，艾利斯的設計潛力並沒有被忽視。約翰·威爾伯恩·魯特在青少年時期曾被父親送至利物浦學習以免捲入美國內戰，在1864年亚特兰大战役之後。很可能他在此期間曾研究當時全新的奧利爾大廈，並在他在日後成為芝加哥建築學派的重要建築師，將艾利斯的理念輸出到美國。丹尼尔·伯纳姆和約翰·韋伯恩·魯特所創立的伯納姆和魯特建築工作室在1880年代的一些美國摩天大樓中，經常採用一些長行的飯廳窗戶（其中包括艾利斯窗）成為其建築設計特色。
19世紀後期，奧利爾大廈和艾利斯同在利物浦設計的庫克街16號被視為现代主义建筑的先驅之一。建築除在立面上廣泛使用玻璃外，兩者以朝向庭院處設立了金屬框玻璃幕牆，這使它們成為世界上最早採用這一特色的建築之一。都依靠邊緣處的H型鐵柱來支撐樓層和外牆。然而，艾利斯的外牆裝飾方法並未被伯納姆和魯特採用：他們在1891年建造的蒙納德諾克大廈，則其獨特的窗戶設置在承重磚牆中。
奧利爾大廈在20世紀獲得更加積極的評價。尼古拉斯·佩夫斯纳稱其為「歐洲當時最顯著的建築之一」，在他早期的著作《現代設計的先驅者》中對其進行瞭如下描述：
鐵製玻璃陽台窗戶和後方的幕牆中的精緻鐵藝，縱向支撐被收回卻仍可從外部看到，幾乎令人難以置信地領先於其時代。
建築師亞當·卡魯索用近乎詩意的語言描述奧利爾大廈：
它薄如膜的窗戶，幾乎表達了內部空間向外延伸至街道空間的表達。

### 當代
奥利爾大廈在今日於最初落成的樣貌稍顯不同，並結合了落成時期的建築風格和20世紀50年代的擴建部分，該部分是在第二次世界大戰期間德軍空襲利物浦，導致建築被摧毀了一小部分後修復的區域。
2006年，房地產公司Bruntwood以超過500萬英鎊的價格從DCT Developments購買了該建築，然後花費了75萬英鎊對建築進行翻修。Bruntwood於2019年將該建築出售給雅凱地產投資（Yakel Property Investment），後者計劃對建築進行更新工程。
該建築的主要租戶是一家律師事務所，該事務所自1965年以來一直使用建築物不同的樓層。

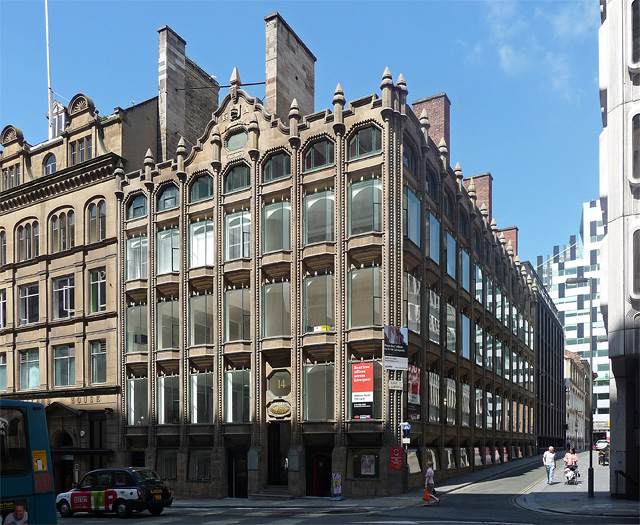
當代的奥利爾大廈
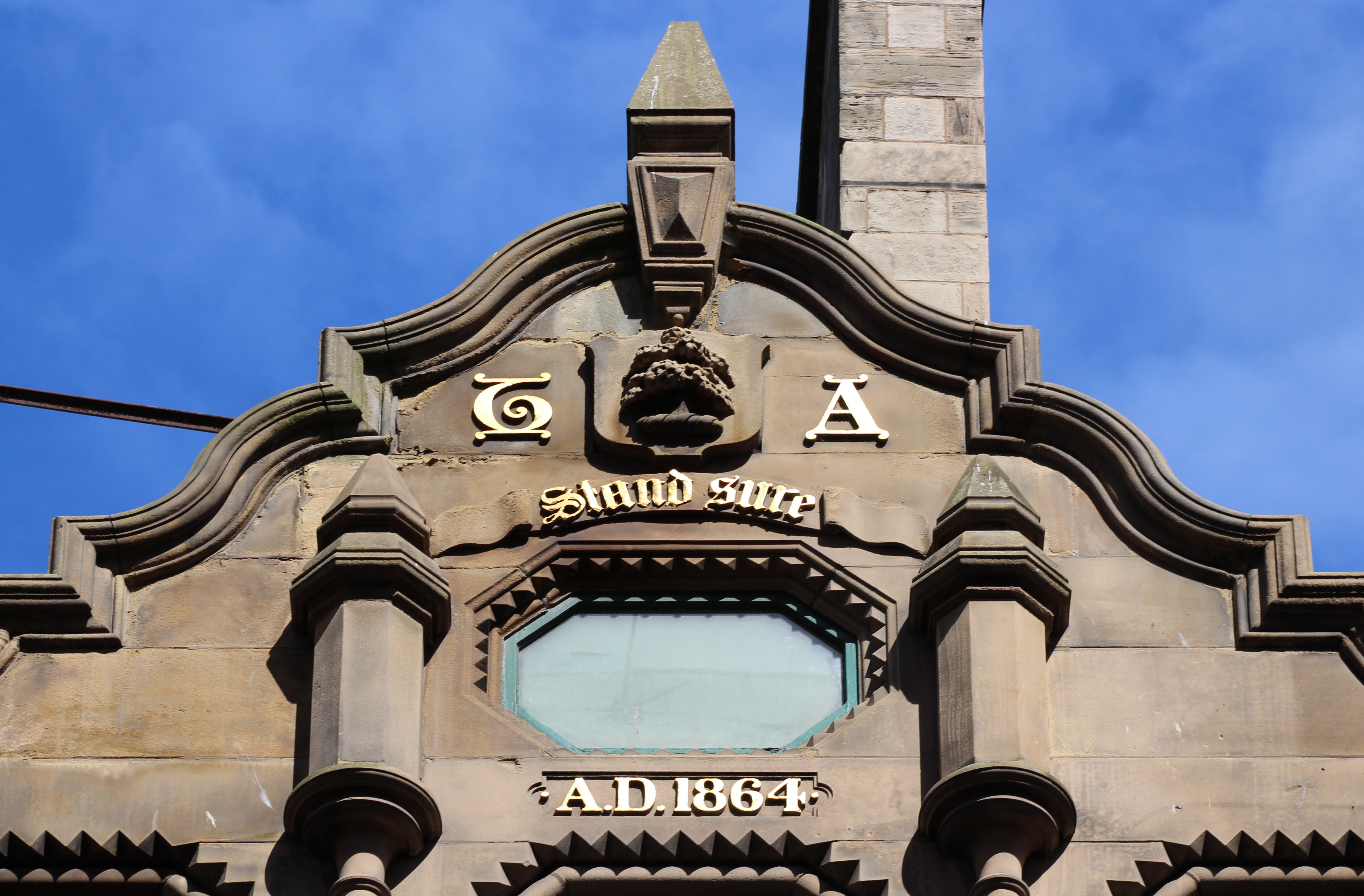
奥利爾大廈的立面
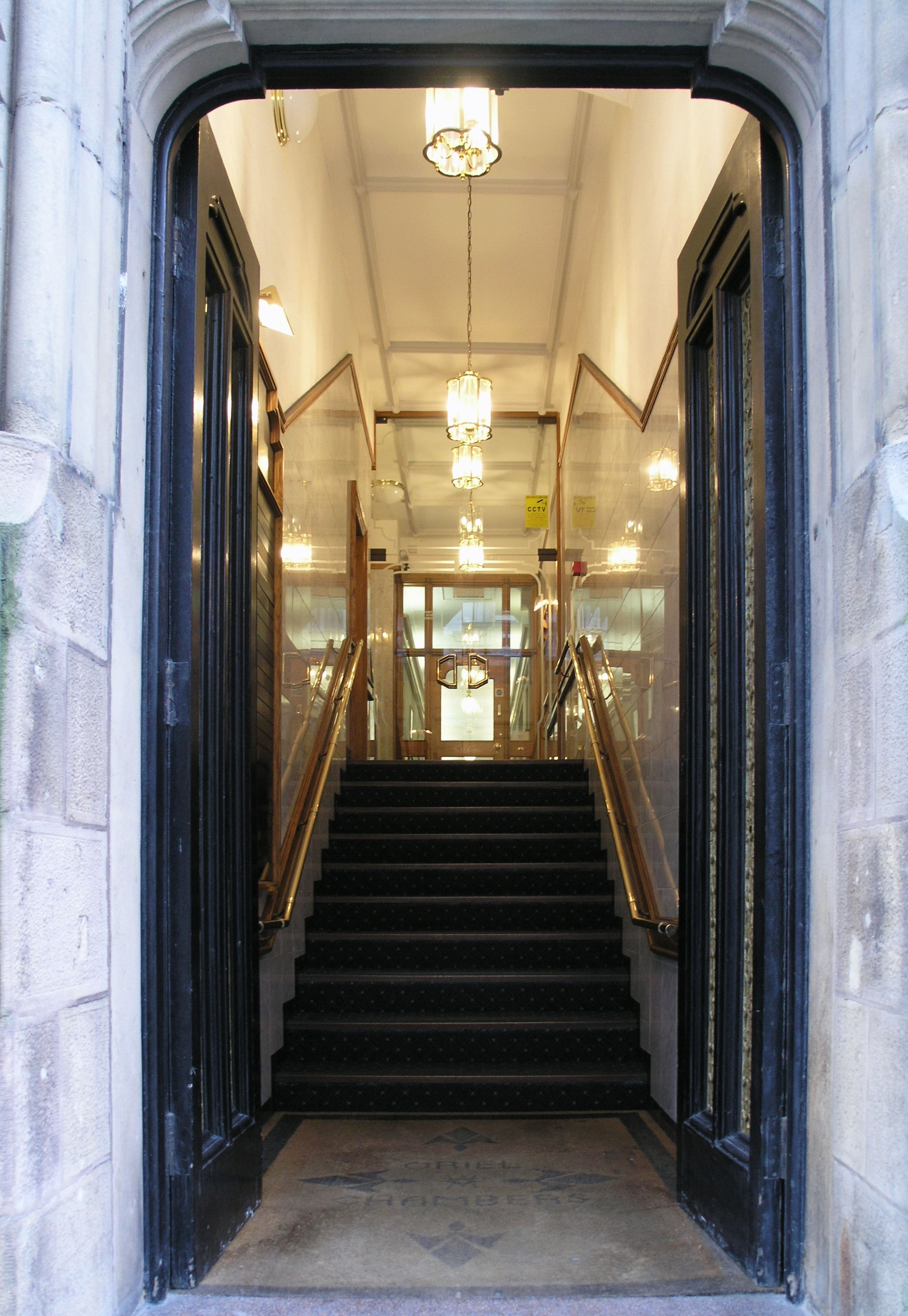
奥利爾大廈的主入口
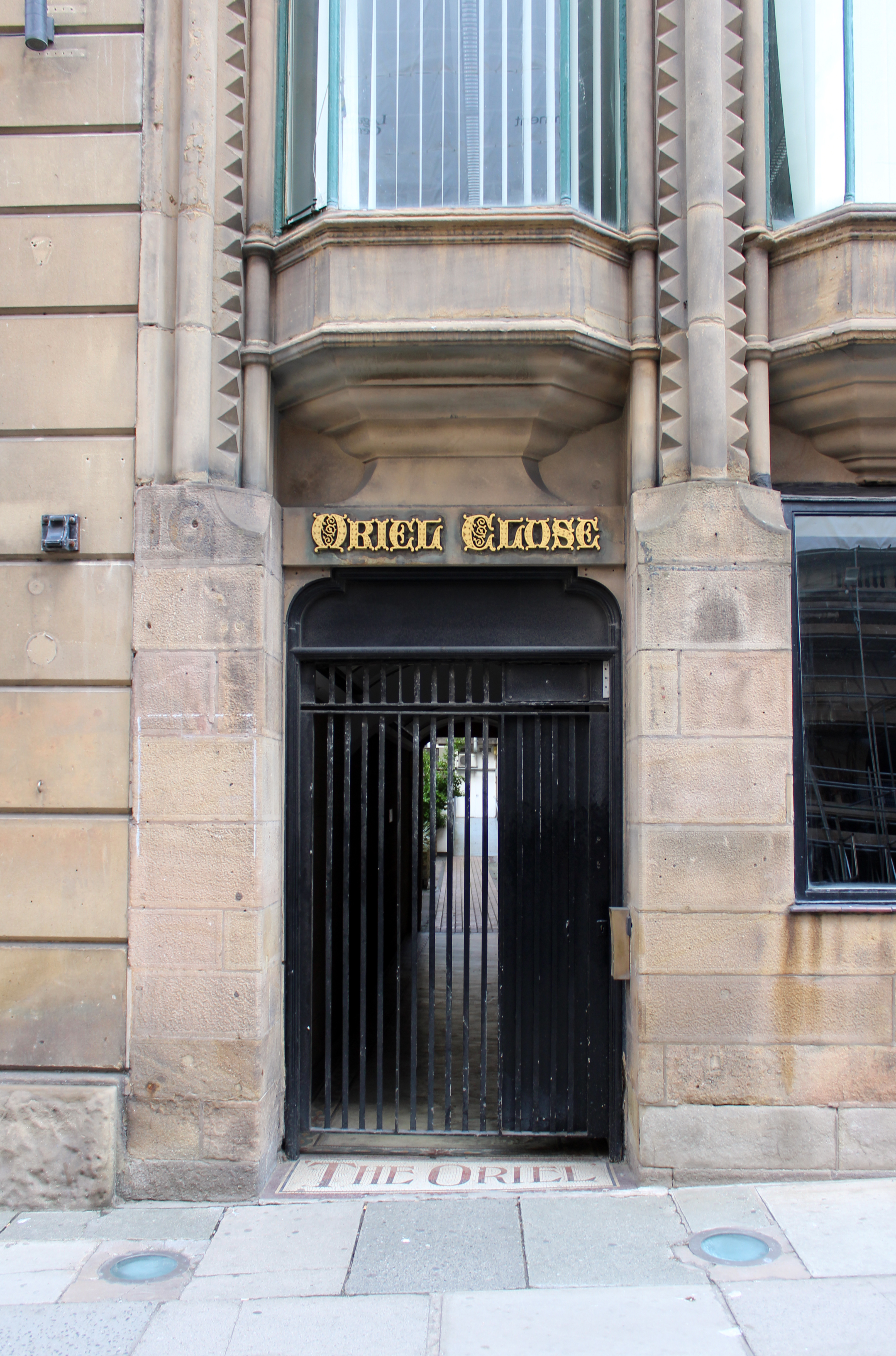
奥利爾大廈的西側入口

## 流行文化
奧利爾大廈和庫克街16號出現在独立电视网（ITV格拉納達/ ITV泰恩提茲）電視系列節目《格蘭迪的北方驕傲》的第一集中，該節目展示了艾利斯在英格蘭北部設計的建築物，該節目於2007年1月9日播出。